# Будинок Мудрості
33°20′32″ пн. ш. 44°23′01″ сх. д. / 33.3423° пн. ш. 44.3836° сх. д.
Будинок Мудрості (араб. بيت الحكمة, Бет аль-Хікма) — ісламська академія, заснована у 20-ті роки IX століття халіфом ал-Мамуном в Багдаді. За часів Золотої доби ісламу був головним інтелектуальним центром. Ал-Мамун симпатизував ученню мутазилітів, і за задумом халіфа Будинок Мудрості повинен був забезпечити прихильників цього вчення багатим фактичним матеріалом, корисним при веденні теологічних спорів, в першу чергу працями з філософії. До Багдаду з усіх областей халіфату були зібрані видатні вчені, багато з яких були уродженцями Середньої Азії і Ірану. Очолював Будинок Мудрості Сахль ібн Харун.
При Будинку Мудрості існувала бібліотека «Хізанат аль-Хікма». Одним із найважливіших завдань академії був переклад на арабську мову індійських і давньогрецьких праць з астрономії, математики, медицини, алхімії, філософії. За ініціативою аль-Мамуна до Візантії було відправлено спеціальне посольство з метою отримати цінні грецькі рукописи. Главою перекладачів Будинки Мудрості був призначений несторіанін Хунайн ібн Ісхак ал-Ібаді, який володів чотирма мовами й отримував винагороду золотом, причому за переказами, вага винагороди залежала від ваги перекладених праць. Він переклав арабською Платона, Арістотеля і їх коментаторів, а також праці трьох основоположників грецької медицини: Гіппократа, Галена і Діоскорида.
Велика увага приділялася астрономічними спостереженнями, мета яких полягала в перевірці та уточненні даних, отриманих з давньогрецьких та індійських творів. При ал-Мамуні (829) була побудована обсерваторія в багдадському передмісті Шаммасійа. За його ж ініціативою в 827 році на рівнині близько Синджара були проведені геодезичні роботи, в результаті яких була безпосередньо виміряна довжина дуги 1° земного меридіана. Вони мали на меті уточнити розміри Землі, знайдені Ератосфеном, оскільки виявилося невідоме співвідношення між давньогрецькими й арабськими одиницями довжини. Отриманий арабськими астрономами результат лише на 1 % відхиляється від сучасного.
Співробітниками Будинку Мудрості в різний час були такі видатні вчені, як аль-Хорезмі, Ібн Турк, ал-Фаргані, ал-Джаухарі, Хаббаш аль-Хасіб, аль-Кінді, брати Бану Муса, ал-Махане, Сабіт ібн Корра, Куста ібн Лукка, ан-Насрані, ал-Ахваз, Абу-ль-Вафа, ал-Кухі.
12 лютого 1258 року після вступу в Багдад війська монгольського хана Хулагу Будинок Мудрості був зруйнований, а книги, які в ньому зберігалися, були скинуті в річку Тигр.